# Rykaczewo (województwo mazowieckie)
Rykaczewo – wieś sołecka w Polsce położona w województwie mazowieckim, w powiecie ciechanowskim, w gminie Ciechanów.
W latach 1975–1998 miejscowość położona była w województwie ciechanowskim. 15 lutego 2002 będące ówczesną częścią wsi Rykaczewko zostało zlikwidowane jako osobna miejscowość.